# Ådal
Ådal est une vallée de la commune de Ringerike dans le comté de Buskerud. 

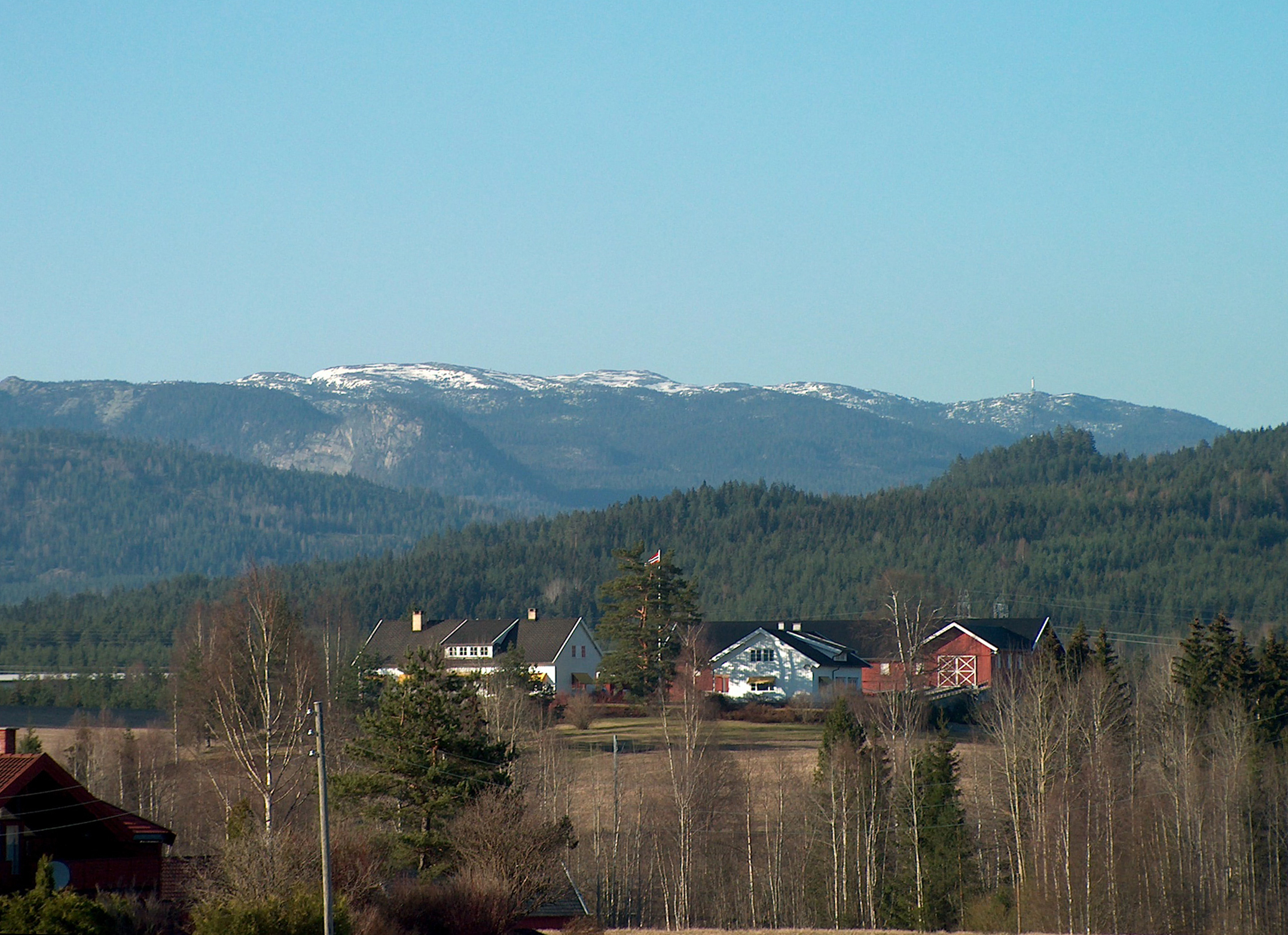
Les massif montagneux de la vallée vue depuis la vallée voisine Soknedalen.

## Histoire
Ådal fut une commune indépendante de 1857 à 1964, lorsque les anciennes municipalités rurales d'Ådal, Norderhov, Tyristrand et Hole ainsi qu'Hønefoss ont fusionné dans la nouvelle et grande commune de Ringerike. 
On sait qu'il y avait au moins deux églises en bois debout dans la vallée avant la peste noire en 1349-1350. 

## Divisions
La vallée est divisées en trois parties distinctes :
- Ytre Ådal dans laquelle se trouve la localité de Hallingby ;
- Vestre Ådal dans laquelle se trouvent des massifs montagneux dont les monts Gyranfisen (1 127 m) et Treknatten (1 101 m) qui sont les points culminants de la commune de Ringerike ;
- Øvre Ådal dans laquelle se trouve la localité de Ness.